# 伊作親忠
伊作 親忠（いざく ちかただ）は、南北朝時代の武将。薩摩国島津氏の分家・伊作氏の3代当主。

## 生涯
康永元年/興国3年（1342年）、南朝方の懐良親王が薩摩に入ったため、父・伊作宗久と共に北朝方として参陣、薩摩の南朝勢力と争いを繰り返す。文和3年/正平8年（1354年）、父から家督を譲り受け、伊作の領地を継ぐ。当時薩摩は北朝尊氏方・北朝反尊氏方・南朝方の諸勢力に分かれていた。島津宗家6代・島津師久が薩摩を統一するために南朝方に帰属すると、貞治3年/正平19年（1364年）、親忠も南朝へ帰順、後村上天皇から官位を授かっている。建徳2年（1371年）、伊作の領地を子・久義やその他の兄弟、また自分の妻に分け与え隠居。同じ時期に幕府が南朝勢力殲滅のため今川了俊を九州探題として派遣すると、親忠は了俊の招聘に応じている。